# Розанов, Анатолий Аркадьевич
Анато́лий Арка́дьевич Роза́нов (род. 29 января 1956, Львов, Львовская область, УССР) — доктор исторических наук (1991), профессор кафедры международных отношений, ведущий специалист в Республике Беларусь по проблемам внешней и военной политики США, руководитель Центра исследований внешней политики США Факультета международных отношений БГУ.

## Биография
Анатолий Аркадьевич родился 29 января 1956 г. в г. Львове. Рос и воспитывался в семье военнослужащего.
В 1973 г. окончил школу № 4 г. Минска с золотой медалью. В этом же году поступил на исторический факультет Белорусского государственного университета, который окончил в 1978 г. с отличием.
В 1982 г. защитил кандидатскую диссертацию. 31 января 1991 г. защитил докторскую диссертацию на тему «Западные концепции по военно-политическим проблемам международной безопасности (80‒е гг.)» по специальности 07.00.05 -История международных отношений и внешней политики в Академии общественных наук при ЦК КПСС (г. Москва).
В 1994 г. присвоено ученое звание профессора по кафедре международных отношений БГУ.
В 1994 г. А. А. Розанов занимался исследовательской работой по проблемам внешней политики США во Флетчерской школе права и дипломатии Университета Тафтса (г. Медфорд, США) и в Центре перспективных международных исследований Университета Джонса Гопкинса (г. Вашингтон).
В 1995 г. анализировал проблематику экспортного контроля в Центре международной торговли и безопасности Университета штата Джорджия (г. Атенс, США).
В 1997 г. работал в Центре исследований международных проблем и безопасности Университета штата Мэрилэнд (Колледж Парк, США), где подготовил исследование о роли помощника президента США по национальной безопасности в разработке и осуществлении внешнеполитического курса США.
В 1999 г. обучался в Европейском центре по изучению вопросов безопасности имени Дж. Маршалла (Гармиш‒Партенкирхен, ФРГ) на курсах для руководящих работников министерств обороны и иностранных дел.
В 2001 г. прошёл обучение на курсах по урегулированию конфликтов и международному праву в Национальном оборонном колледже Швеции (Уппсала ‒ Стокгольм).

## Научная деятельность
Профессор А. А. Розанов. является автором многих статей и глав в коллективных монографиях, которые опубликованы в России, США, Швейцарии, Австрии, Словении, Польше. Помимо этого, опубликовал ряд монографий по вопросам внешней политики и безопасности, эволюции НАТО, внешней и военной политики США.
Выступал с докладами по проблемам международных отношений и внешней политики Республики Беларусь на научных конференциях в России, США, Великобритании, Германии, Швейцарии, Польше, Греции, Турции.
С 2012 г. является руководителем Центра исследований внешней политики США факультета международных отношений БГУ — ведущего центра в Республике Беларусь, ориентированного на углубленное специализированное изучение внешнеполитической и военно-политической стратегии США, а также на проблематику отношений Беларусь-США.
Является ведущим специалистом в Республике Беларусь по проблемам внешней и военной политики США.
Для студентов факультета международных отношений БГУ читает лекционные курсы «Международная безопасность» и «Внешняя политика США».
Является членом Совета по защите диссертаций на соискание ученой степени доктора политических наук при БГУ.
А.А Розанов — член научно-экспертного совета при Государственном секретариате Совета Безопасности Республики Беларусь.

## Основные труды

### Монографии
- Розанов, А. А. Политика мира и мифы «советологии» / А. А. Розанов. — Минск: Университетское, 1985. — 136 с.
- Розанов, А. А. Антикоммунизм на службе милитаризма / А. А. Розанов. — Минск: Вышэйшая школа, 1987. — 143 с.
- Розанов, А. А. Проблема разоружения и борьба идей / А. А. Розанов. — Минск: Беларусь, 1988. — 168 с.
- Розанов, А. А. Стратегия разума: Новое мышление и международная безопасность / А. А. Розанов. — Минск: Университетское, 1991. — 140 с.
- Розанов, А. А., Шарапо А. В. Безопасность: подходы Запада /А. А. Розанов, А. В. Шарапо. — Минск: Университетское, 1994. — 126 с.
- Розанов, А. А. НАТО: проблемы трансформации и расширения / А. А. Розанов. — Минск: Завигар, 1996. — 66 с.
- Розанов, А. А. Европейская безопасность и НАТО / А. А. Розанов. — Минск: Завигар, 2002. — 128 с.
- Розанов, А. А. Военная политика США в начале XXI века / А. А. Розанов. — Минск: БелФранс, 2006. — 103 с.
- Розанов, А. А. Внешняя политика США: Актуальные аспекты / А. А. Розанов. — Минск: Тэхналогія, 2008. — 103 c.
- Розанов, А. А. Организация Договора о коллективной безопасности (2002—2009 гг.) / Е. Ф. Довгань, А. А. Розанов. — Минск: Ковчег, 2010. — 140 с
- Rozanov, A. A. and Dovgan, E. F. Collective Security Treaty Organization 2002—2009 / A.A. Rozanov and E.F. Dovgan // Geneva Centre for the Democratic Control of Armed Forces. — Geneva/Minsk: DCAF Regional Programmes Series no. 6, 2010. — 92 pp.
- Розанов, А. А. Внешняя политика Республики Беларусь в 2000-е годы / Ю. И. Малевич [и др.]. — Минск: БГУ, 2011. — 84 с.
- Rozanov, A. A. and Douhan, A. F. Collective Security Treaty Organization 2002—2012 / A.A. Rozanov and A.F. Douhan // Geneva Centre for the Democratic Control of Armed Forces. — Geneva — Minsk: DCAF Regional Programmes Series no.18, 2013. — 105 pp.

### Главы в коллективных монографиях, статьи, доклады
- Rozanov, A. Belarusian Perspectives on National Security and Belarusian Military Policy /A. Rozanov // State Building and Military Power in Russia and the New States of Eurasia. Ed. by Bruce Parrott. — Armonk, N.Y., London: M.E.Sharp, 1995.- P.193-206.
- Розанов, А. А. Европейская безопасность: позиция Беларуси / А. А. Розанов // Белорусский журнал международного права и международных отношений. — 1996. — № 1. — С. 56—68.
- Rozanov, A. Belarus and the Security Setting in Europe /A. Rozanov // Stability and Security of Eastern and Southeastern Europe, Collection of Studies 1997. — Ljubljana: Center for Strategic Studies, Ministry of Defence, Republic of Slovenia, 1997. — P. 33-43.
- Розанов, А. А. Беларусь, Россия и Новая Европа / А. А. Розанов // Белорусский журнал международного права и международных отношений. — 1998. — № 2. — С. 84—89.
- Rozanov, A. Belarus: Foreign Policy Priorities / A.Rozanov //Belarus at the Crossroads. Ed. by Sherman W. Garnett and Robert Legvold. — Washington, D.C.: Фонд Карнеги за международный мир, 1999.- P.19-35.
- Rozanov, A. Belarus, Russia, and a New European Security Architecture /A. Rozanov // Russia’s Place in Europe: A Security Debate. Ed by Kurt R. Spillmann and Andreas Wenger. — Bern: Peter Lang AG, 1999.- P. 113—127.
- Rozanov, A. and Paznyak, V. NIS Security and Nonproliferation Export Controls /A.Rozanov and V. Paznyak// Dangerous Weapons, Desperate States. Russia, Belarus, Kazakstan, and Ukraine. Ed. By Gary K. Bertsch and William C. Potter.- New York and London: Routhledge, 1999.- P. 8-23.
- Розанов, А. А. США и проблема ПРО / А. А. Розанов // Белорусский журнал международного права и международных отношений. — 2001. — № 2. — С. 57—61.
- Розанов, А. А. США и европейская безопасность /А.Розанов // ОБСЕ и современные вызовы: Материалы междунар. науч. конф. Минск: Ковчег, 2009. С. 56-65.
- Розанов, А. А. США и НАТО в 2009 г. / А. А. Розанов // Труды факультета международных отношений 2010: научный сборник. Вып. I. — С. 12—16.
- Розанов, А. А. Проблема прекращения гонки вооружений в 1960—80-е гг. // История международных отношений: учеб. Пособие. В 4 ч. Ч. 3 / А. А. Розанов и др.; под ред. А. А. Розанова. Минск: БГУ, 2010. — С. 368—381.
- Розанов, А. А., Бычковская, О. М. Политика Республики Беларусь в сфере обеспечения безопасности / А. А. Розанов, О. М. Бычковская // Труды факультета международных отношений : науч. сб. Вып. III / редкол.: В. Г. Шадурский (гл. ред.) [и др.]. — Минск : БГУ, 2012. — С. 33—40.
- Розанов, А. А. Проблематика безопасности в рамках ШОС / А. А. Розанов // Шанхайская организация сотрудничества и проблемы безопасности Евразии / М. В. Данилович [и др.]; под ред. А. А. Розанова. — Минск: Изд. Центр БГУ, 2012. — С. 53—69.
- Розанов, А. А. США и перспективы НАТО /А. А. Розанов // Международная безопасность и НАТО в новых условиях. — Минск: Мэджик, 2012. — С. 17-26.
- Розанов, А. А. Дилеммы НАТО /А. А. Розанов // Международная безопасность и НАТО в современном мире: Материалы международного семинара, Минск, 5-6 дек. 2013 г. /Под ред. А. А. Розанова, А. В. Русаковича. — Минск: РИВШ, 2014. — С. 14 — 21.
- Розанов, А. А. «Боевые группы» ЕС / А. А. Розанов // Международная конференция «Европейский Союз и Республика Беларусь: перспективы сотрудничества»: сб. материалов. ‒ Минск: Изд. центр БГУ, 2014. ‒ С. 67-70.
- Розанов, А. А. Формирование «боевых групп» ЕС / А. А. Розанов // Международная безопасность и НАТО в 2014 году: сб. материалов междунар. семинара, Минск, 4-5 дек. 2014 г. ‒ Минск: РИВШ, 2015. ‒ С. 65-68.
- Розанов, А. А., Шкода, А. С. Военный компонент стратегии США в отношении регионального комплекса безопасности Персидского залива (2009—2014 гг.) / А. А. Розанов, А. С. Шкода // Журнал международного права и международных отношений. ‒ 2015. ‒ № 3. ‒ С. 13-19.
- Розанов, А. А. Позиция США по вопросу создания системы коллективной безопасности Совета сотрудничества арабских государств Персидского залива / А. А. Розанов, А. С. Шкода // Беларусь в современном мире = Беларусь у сучасным свеце : материалы XIV Международной научной конференции, посвященной 20-летию факультета международных отношений Белорусского государственного университета, 29 октября 2015 г. / редкол. : В. Г. Шадурский [и др.]. — Минск : Изд. центр БГУ, 2015.
- Розанов, А. А. США, НАТО и ЕС в политике безопасности ФРГ/ А. А. Розанов //Международная безопасность и НАТО в 2015 г.: сб. материалов междунар. семинара, Минск, 8 дек. 2015 /под ред. А. А. Розанова, А. В. Русаковича. — Минск: РИВШ, 2016. — С.60-70.
- Розанов, А. А. Атлантический вектор политики безопасности Германии / А. А. Розанов //Международная безопасность и НАТО в 2016 г.: сб. материалов междунар. семинара, Минск, 15 дек. 2016 /под ред. А. А. Розанова, А. В. Русаковича. — Минск: РИВШ, 2017. — С.61-63.

### Под редакцией
- Шанхайская организация сотрудничества и проблемы безопасности Евразии / М. В. Данилович [и др.]; под ред. А. А. Розанова; Женевский центр по демократическому контролю над вооруженными силами, Центр изучения внешней политики и безопасности, факультет международных отношений БГУ. — Минск / Алматы / Женева, 2012. — 194 с.
- The Shanghai Cooperation Organisation and Central Asia’s security challenges / M. V. Danilovich [et al.]; ed. by A.A.Rozanov; Geneva Centre for the Democratic Control of Armed Forces, Foreign Policy and Security Research Centre. — Almaty, Minsk, Geneva, 2013. — 160 pp.